# Phymatopleuridae
De Phymatopleuridae zijn een familie van uitgestorven weekdieren uit de klasse van de Gastropoda (slakken).

## Geslacht
- Phymatopleura Girty, 1939 †